# Colchuck-Gletscher
Der Colchuck-Gletscher ist ein Gletscher in der Stuart Range unmittelbar nördlich des Colchuck Peak und des Dragontail Peak im US-Bundesstaat Washington. Der Colchuck-Gletscher liegt in der Alpine Lakes Wilderness des Wenatchee National Forest. Der Gletscher ist etwa 0,30 mi (0,5 km) lang, an der breitesten Stelle 0,10 mi (0,2 km) breit und fließt von 7.600 ft (2.316 m) bis auf 6.400 ft (1.951 m) Höhe herab, wo er auf blankem Fels und in einem Talus endet. Unterhalb des Gletschers befindet sich der Colchuck Lake.